# Belfort van Aire-sur-la-Lys
Het Belfort van Aire-sur-la-Lys is een middeleeuws belfort in het Noord-Franse stadje Aire-sur-la-Lys.
Het is een van de 56 belforten in België en Frankrijk die tot werelderfgoed van de UNESCO verklaard zijn. Het stadhuis en belfort werden in 1947 geklasseerd als monument historique.

## Geschiedenis

### Stadhuis
In de loop der eeuwen bleef het stadhuis op dezelfde plaats gevestigd, maar het werd diverse malen gewijzigd en herbouwd. Het huidige gebouw stamt van begin 18e eeuw. Het moest een representatief gebouw worden en werd gebouwd in de periode 1716-1721. Architect was Héroguel.
De voorgevel heeft twee grote toegangspoorten die toegang verlenen tot een monumentale trap en tot de Hallettes, waardoor men in de Rue de Saint-Omer kan komen en waar zich sinds 1891 de gemeentelijke bibliotheek bevindt. Op de eerste verdieping bevindt zich een zaal, die tegenwoordig in gebruik is als feest- en trouwzaal. Boven de verdieping bevindt zich een groot fronton, waarop het stadswapen is afgebeeld, geflankeerd door twee allegorische figuren die de macht en het gerecht verzinnebeelden.

### Belfort
Het belfort bevindt zich achter het stadhuis op de as van de Hallettes. In 1179 was voor het eerst sprake van een dergelijk gebouw. Het belfort werd achtereenvolgens als wachttoren, als gevangenis en als ontmoetingsruimte gebruikt. Ook kwam er de schatkamer van de gemeente in. Het huidige belfort kwam gereed in 1724. In 1872 woedde er een brand en in 1914 werd het belfort zwaar beschadigd door oorlogsgeweld.